# Nättraby församling
Nättraby församling var en församling i Karlskrona-Ronneby kontrakt, Lunds stift och Karlskrona kommun. Församlingen uppgick 1 januari 2010 i Nättraby-Hasslö församling.
Församlingskyrka var Nättraby kyrka.

## Administrativ historik
Församlingen har sitt ursprung från medeltiden med en kyrka från 1100-talet.
Ur församlingen utbröts 1 maj 1988 Aspö församling. Från att Nättraby församling tidigare utgjort ett eget pastorat, bildade församlingen från 1888 pastorat med Aspö församling och Hasslö församling, för att från 1962 bilda pastorat med enbart Hasslö församling.
1 januari 2010 uppgick församlingen i Nättraby-Hasslö församling.
Församlingskod var 108018.

## Kyrkoherdar
| Ämbetstid | Namn                       | Levnadstid          | Övrigt |
| --------- | -------------------------- | ------------------- | ------ |
| 1584      | Pauell Bitussön            | död 1590 eller 1591 |        |
| 1610      | Peder Gamaliellsson        |                     |        |
| 1624–1631 | Jens                       |                     |        |
| 1640–1670 | Anders Lauritsson Colding  |                     |        |
| 1680–1711 | Jöns Andersson Bering      | –1711               |        |
| 1711–1728 | Samuel Neostadius          | –1728               |        |
| 1730–1745 | Johan Fredrik Franck       |                     |        |
| 1745–1753 | Richard Sylvius            | –1753               |        |
| 1754–1760 | Torsten Kock               | –1760               |        |
| 1761–1777 | Gehard Uppendick           | 1716–1777           |        |
| 1778–1791 | Johan Qviding Nilsson      | 1735–1791           |        |
| 1793–1815 | Eric Palme                 | 1737–1815           |        |
| 1816–1828 | Nils Quiding               | 1777–1828           |        |
| 1830–1834 | Gabriel Schaar             | 1793–1834           |        |
| 1837–1846 | Olof Bengt Rosenblad       |                     |        |
| 1846–1857 | Gustaf Adolf Wigren        | 1804–               |        |
| 1857–     | Lars Christian Grubb       | 1814–               |        |
| 1959–1969 | Göte Haglund               |                     |        |
| 1969–1980 | Lennart Olsson             |                     |        |
| 1980–1991 | Wallner Näslund            |                     |        |
| 1992-2015 | Thomas Östlund             |                     |        |
| 2016-2021 | Maria Svenssson/Ingridsson |                     |        |
| 2021-     | Gunnar Åkesson             |                     |        |

## Organister, kantorer och klockare
| Ämbetstid | Namn                | Levnadstid | Övrigt                |
| --------- | ------------------- | ---------- | --------------------- |
| 1814–1829 | Carl Magnus Lilja   | 1759–1829  | Kantor                |
| 1829–1881 | Erik Peter Öhlander | 1797–1881  | Kantor                |
| 1866–1894 | Olof Melander       | 1833–1894  | Organist och klockare |
| 1897–1941 | Fritz Mellander     | 1871–1948  | Kantor                |